# Oak Grove (Alabama)
Oak Grove é uma cidade  localizada no estado americano do Alabama, no Condado de Talladega.

## Demografia
Segundo o censo americano de 2000, a sua população era de 457 habitantes.
Em 2006, foi estimada uma população de 447, um decréscimo de 10 (-2.2%).

## Geografia
De acordo com o United States Census Bureau, a localidade tem uma área de 3,0 km², sem área coberta por água.

## Localidades na vizinhança
O diagrama seguinte representa as localidades num raio de 16 km ao redor de Oak Grove.